# Буски (Павија)
Буски је насеље у Италији у округу Павија, региону Ломбардија.
Према процени из 2011. у насељу је живело 59 становника. Насеље се налази на надморској висини од 68 м.